# Nicolas Morisot
Nicolas Morisot est un homme politique français né le 23 mars 1754 à Dijon (Côte-d'Or) et mort le 10 juin 1816 au même lieu.

## Biographie
Avocat, officier municipal de Dijon, il est élu député de la Côte-d'Or au Conseil des Cinq-Cents le 28 germinal an VII. Favorable au coup d'État du 18 Brumaire, il devient président du tribunal criminel de la Côte-d'Or en 1800, puis juge au tribunal d'appel de Dijon. Chevalier d'Empire en 1809, puis baron en 1811, il devient président de chambre à la cour d'appel de Dijon en 1811.

## Sources
- « Nicolas Morisot », dans Adolphe Robert et Gaston Cougny, Dictionnaire des parlementaires français, Edgar Bourloton, 1889-1891 [détail de l’édition]